# Decumanos de Nápoles
Los decumanos de Nápoles son tres calles antiguas de Nápoles creadas durante la época griega, a finales del siglo VI a. C., que constituyen el corazón del centro histórico de la ciudad.

## Descripción
Las calles son tres y discurren paralelas entre sí atravesando de este a oeste la ciudad, aproximadamente en paralelo a la línea de costa. El término decumano, aunque utilizado oficialmente, es en realidad un término impropio debido a que designa un sistema de urbanización de la época romana, mientras que Neapolis fue fundada como colonia griega, antes de la llegada de los romanos.
El sistema griego contemplaba un esquema viario ortogonal en el que las tres calles más anchas (unos seis metros) y largas, paralelas entre sí, llamadas plateiai (en singular, plateia), atravesaban el antiguo centro urbano dividiéndolo en cuatro partes. Además, estas calles principales eran cortadas perpendicularmente, de norte a sur, por otras calles más pequeñas (de una anchura de unos tres metros) llamadas stenopoi (en singular, stenopos) o más impropiamente cardos, que constituyen actualmente los callejones del centro histórico. Por tanto, la red viaria resulta estar caracterizada por calles principales (plateiai) y calles secundarias (stenopoi) que, combinadas entre sí, dividen el espacio en manzanas rectangulares regulares, a menudo en strigae muy alargadas. Los stenopoi que cortan las tres plateiai están entre diecisiete y veinticuatro.
Los dos decumanos laterales tenían una similitud sustancial, mientras que el central era más grande que los otras dos y era la calle más importante de la ciudad antigua. La plateia central corresponde a la actual Via dei Tribunali y en el punto central de esta arteria se situaba durante la época griega el ágora, y en la romana el foro. El ágora, que corresponde a la actual Piazza San Gaetano, estaba dividida en dos por la calle principal: en el lado norte, cerca de la Basílica de San Paolo Maggiore, se realizaban las funciones religiosas, mientras que en el lado sur, hacia la Basílica de San Lorenzo Maggiore, estaba el mercado, el aerarium y otras estructuras con funciones civiles. No por casualidad, las excavaciones de san Lorenzo Maggiore, visitables dentro de la iglesia homónima, muestran los restos de los mercados de época griega.
El antiguo sistema viario de Nápoles se ha conservado sustancialmente sin modificaciones, teniendo en algunos puntos un nivel total de correspondencia respecto a la estructura original y en otros un nivel más bajo debido a las modificaciones, en algunos casos radicales, que ha sufrido con el tiempo el antiguo tejido urbano. El primer caso es el de Spaccanapoli que, vista desde la colina del Vomero, muestra todavía su linealidad perfecta desde el inicio hasta el final de su recorrido. El segundo caso es el del decumano superior, que corresponde a las actuales Via della Sapienza, Via Pisanelli, Via dell'Anticaglia y Via degli Apostoli, que ha visto notablemente cambiado su aspecto antiguo mostrando en varios puntos modificaciones de su dirección. Entre los cardos que han sufrido remodelaciones más radicales en épocas posteriores, se puede citar la actual Via Duomo, ampliada sustancialmente respecto a sus dimensiones originales como consecuencia de las intervenciones del risanamento realizadas a finales del siglo XIX.
Los tres decumanos son:
- el decumano superior;
- el decumano mayor;
- el decumano inferior.

Los tres decumanos forman parte de la zona del centro histórico de Nápoles protegida por la UNESCO y contienen un elevado número de palacios nobiliarios, iglesias monumentales y sitios arqueológicos.
Por simplicidad y costumbre, actualmente en el uso común los términos plateiai y stenopoi han sido sustituidos por los términos romanos equivalentes decumanos y cardos. En la época romana, estas tres calles no dejaron de ser las principales de la ciudad, siendo en algunos casos prolongadas levemente hacia el este (este es el caso del decumano inferior, que fue prolongado desde la Piazza del Gesù Nuovo hasta la Via Domenico Capitelli).

Algunos stenopoi
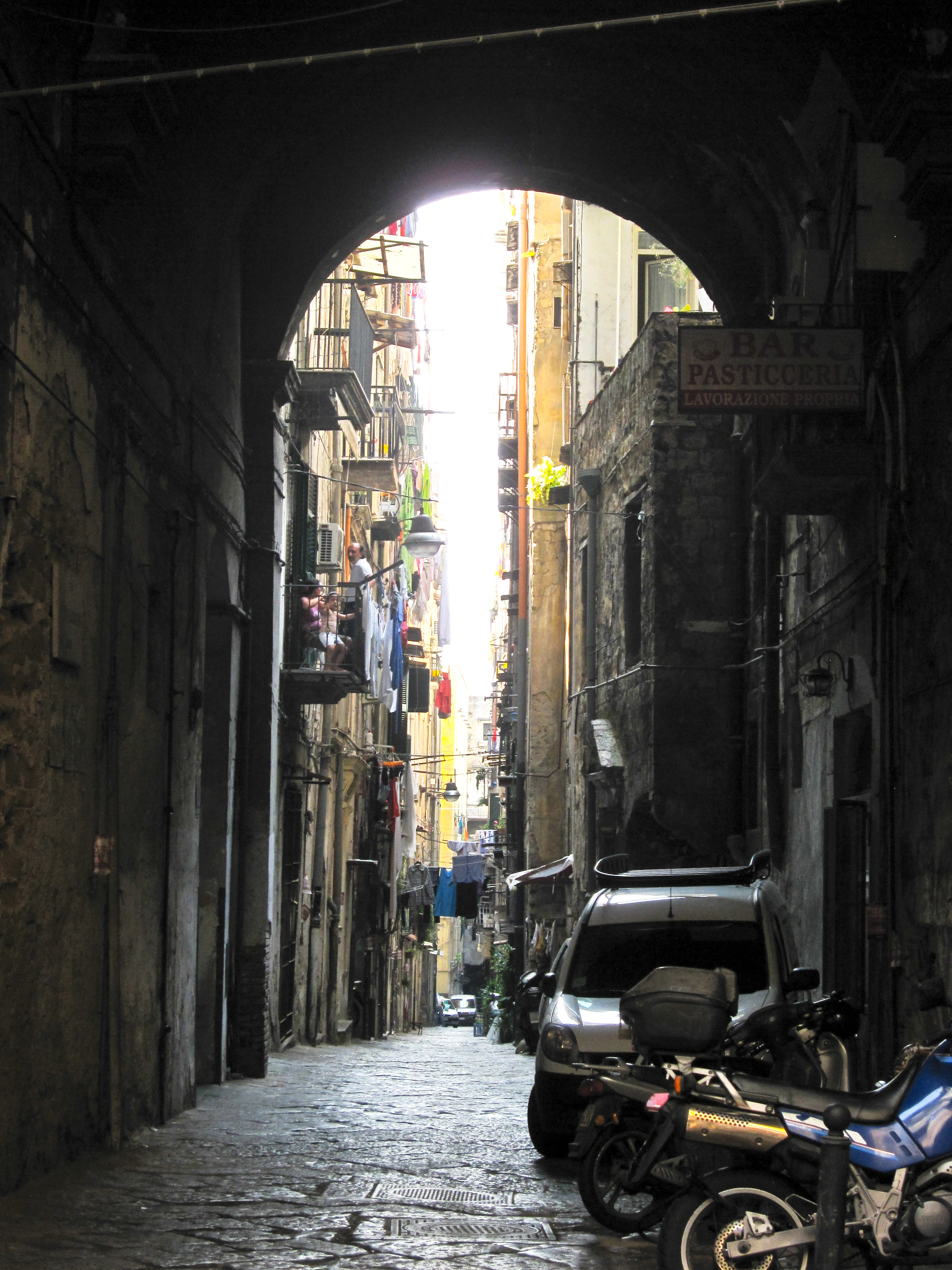
Via san Nicola a Nilo, une el decumano mayor con el inferior.
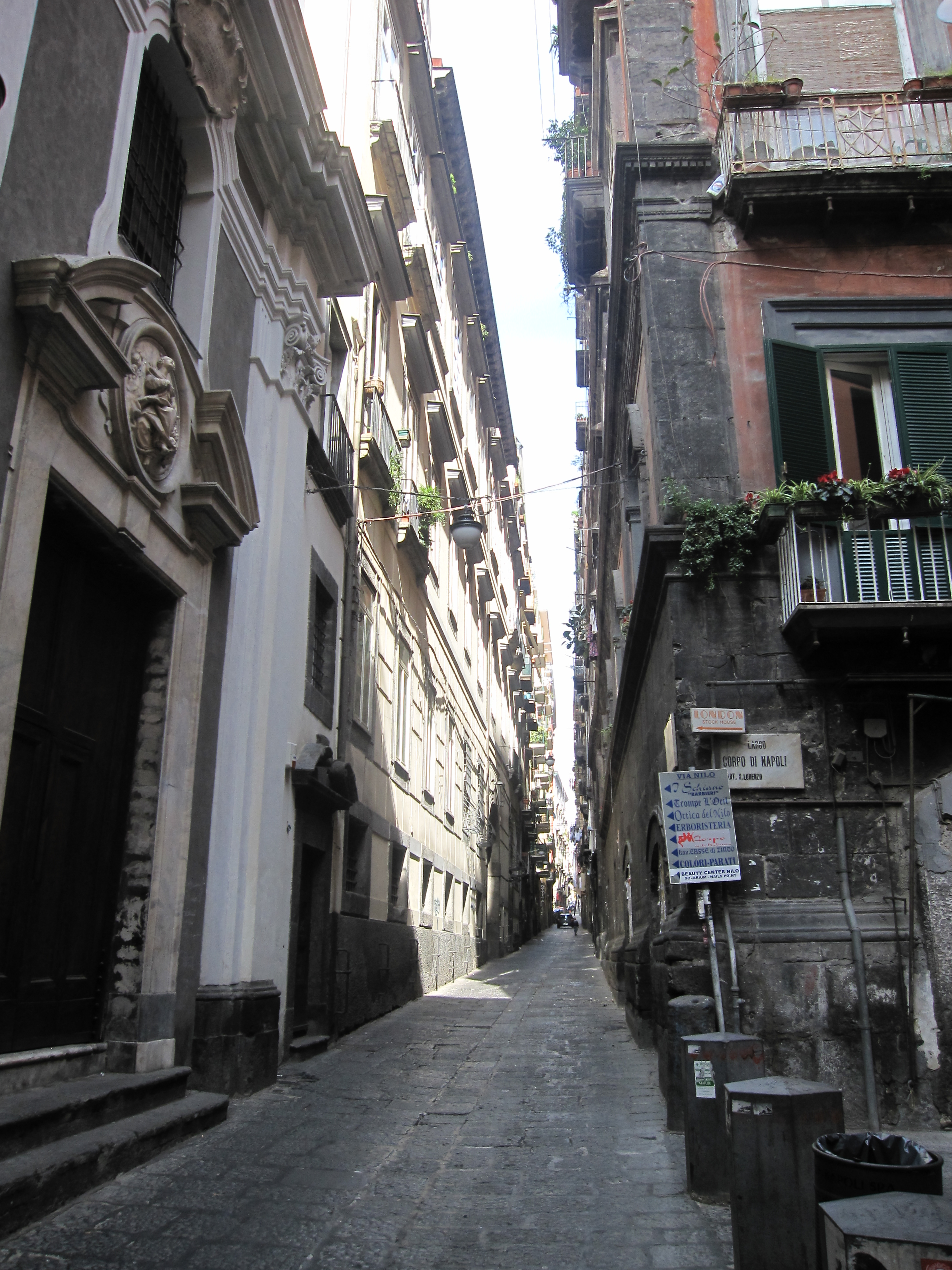
Via Nilo, une el decumano inferior con el mayor, a la altura del Largo corpo di Napoli.
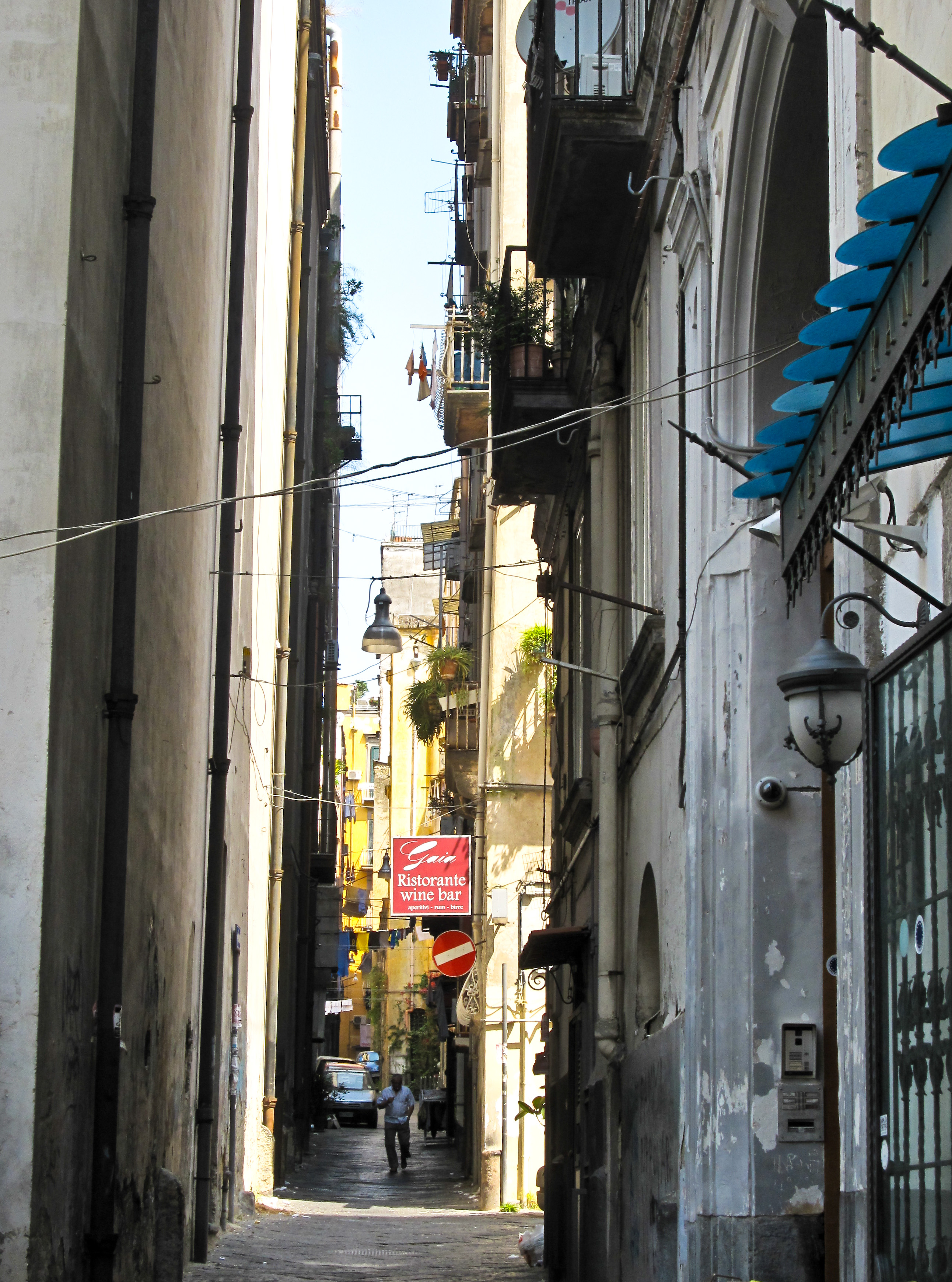
Via Atri, une el decumano superior con el mayor.
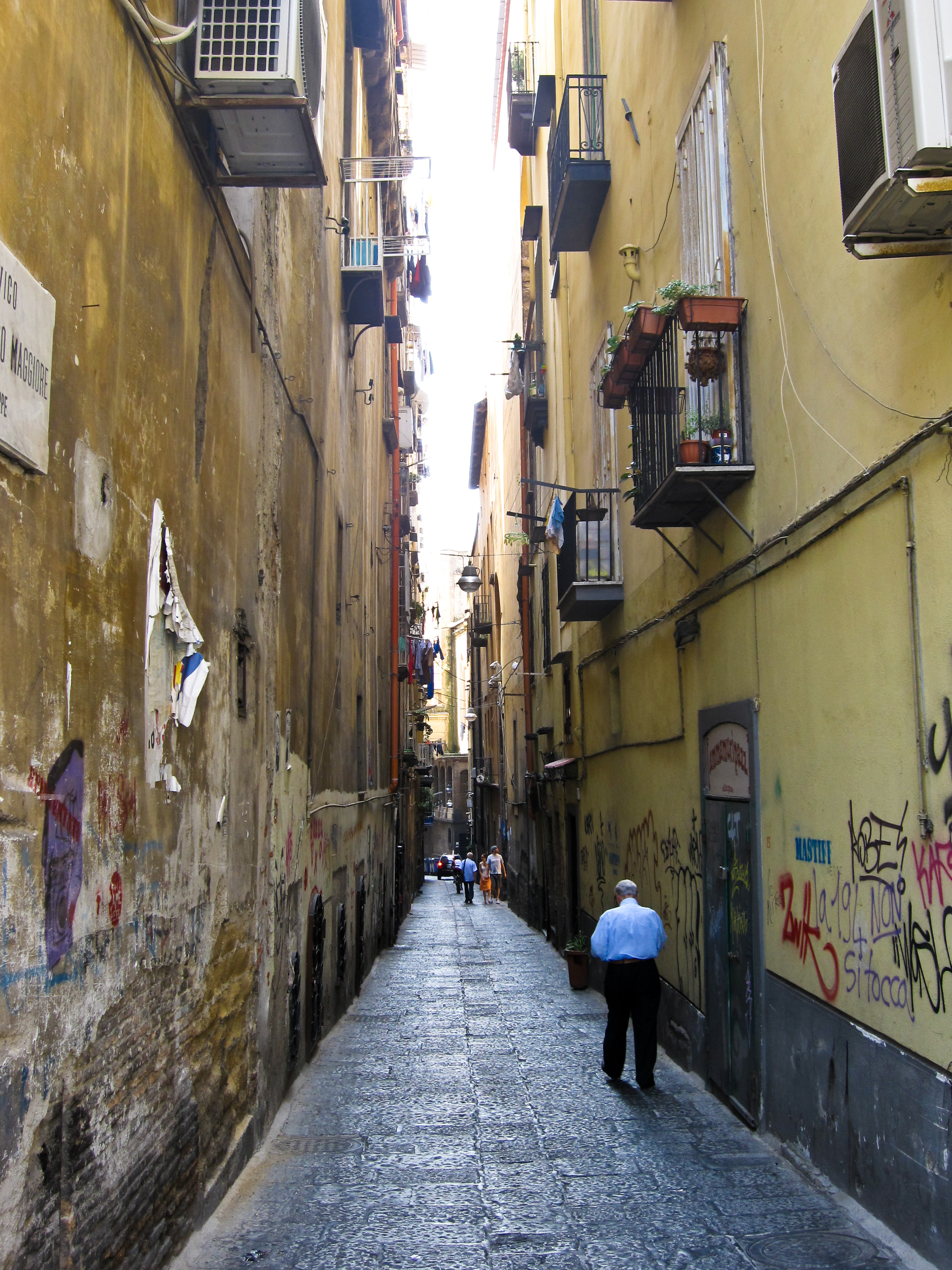
Vico san Domenico Maggiore, une el decumano mayor con el inferior a la altura de la Piazza san Domenico Maggiore.
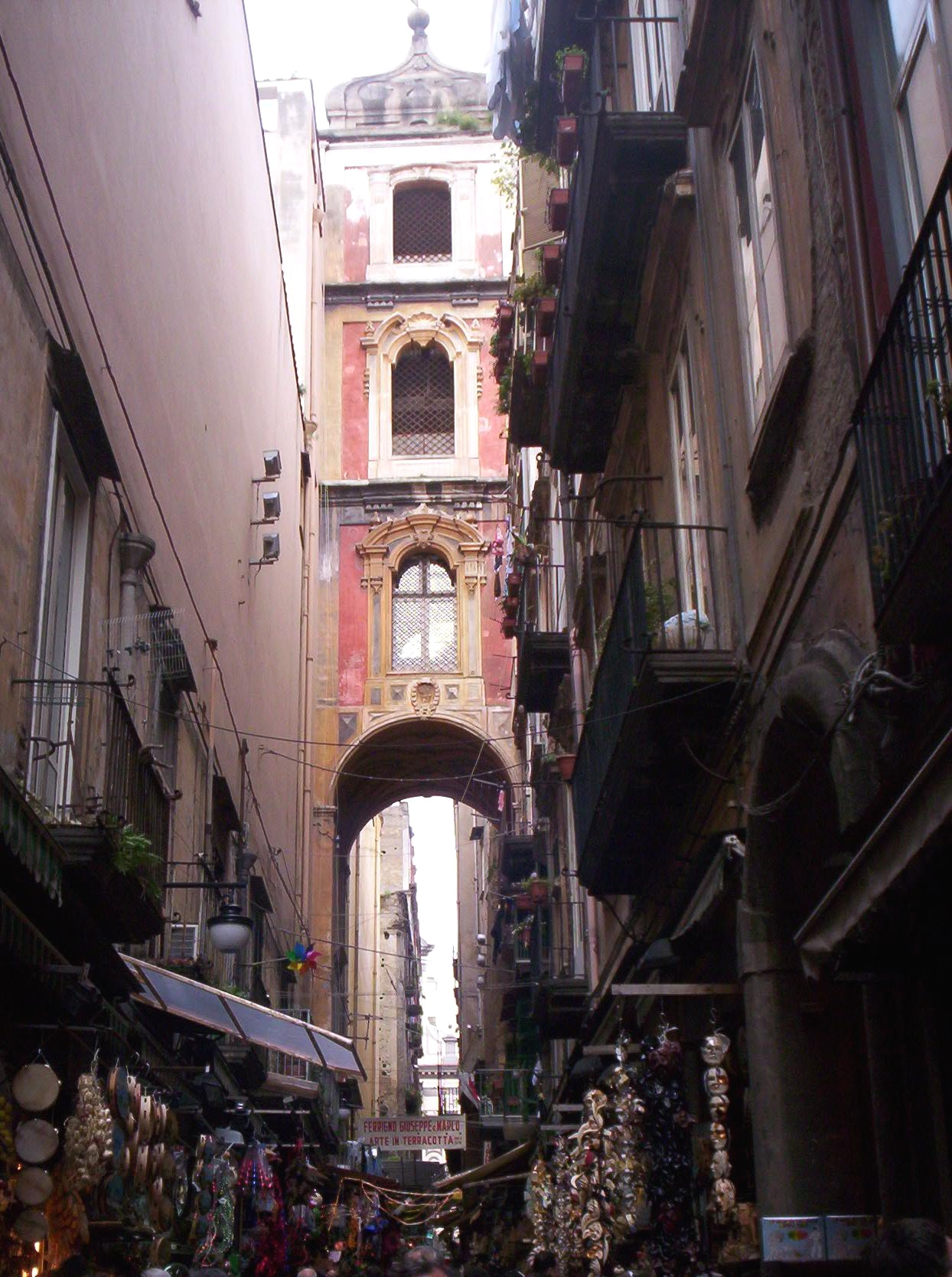
Via San Gregorio Armeno, une el decumano inferior con el mayor, a la altura de la Piazza san Gaetano.